# Charles Dufraine
Ne doit pas être confondu avec Charles Dufresne (artiste).
Charles Dufraine né le 25 octobre 1827 à Saint-Germain-du-Plain et mort le 2 février 1900 à Lyon est un sculpteur français.
Actif à Lyon, Charles Dufraine est connu pour avoir exécuté, entre autres, les sculptures de la basilique d'Ars, de la basilique de Fourvière, et certains monuments funéraires du cimetière de Loyasse.

## Biographie

### Enfance et Jeunesse
Charles Dufraine, né le 25 octobre 1827 à Saint-Germain-du-Plain, dans la région Bourgogne-Franche-Comté, est l'ainé d'une famille de sept enfants. Fils de Jean-Louis Dufraine, maitre-menuisier à la Bretonnière, et d'une mère au foyer, il est l'aîné d'une famille de sept enfants. À la mort de son père en 1838, il est envoyé par sa mère faire ses études auprès de l'abbé Coulliériand, curé de Branges, pour y apprendre le latin. Cependant, il montre peu d'intérêt à ses études, préférant crayonner, pendant l'office, des motifs religieux présents dans les églises comme la statue de la Vierge et le Crucifix. Le curé de Branges renonce finalement à en faire un lettré en constatant sa vocation pour la sculpture. Son apprentissage auprès du curé de Branges lui sera d'une grande utilité pour ses futures relations avec de grands écrivains.

### Formation artistique
À la mort de sa mère en 1847, il quitte la Saône-et-Loire et est placé chez sa tante, Judith Dufraine, sœur à l'hôpital de la Charité de Lyon qui l'envoie en apprentissage chez Jean Perrot (né en 1802), sculpteur marbrier sur le quai de l'Hôpital. Il suit parallèlement les cours du soir de l’École de dessin de Lyon. La Révolution de 1848 perturbe ses études, mais plus tard. Il entre alors en apprentissage chez Pierre Prost (1776-1855) aux Brotteaux en tant que praticien. Prost travaillait surtout pour le domaine funéraire en particulier avec l’atelier de Guillaume Bonnet, dans lequel fut ensuite introduit Dufraine. De là date l'éclosion de son talent et le début de sa carrière de praticien. Son apprentissage avec Bonnet est suivi d'une collaboration qui dure jusqu'à la fin de sa vie. Ainsi, il participe à la décoration de plusieurs ouvrages lyonnais tels que le palais du Commerce, le palais de justice ainsi que la statue de la Ville de Lyon pour la fontaine de l’ancienne place Louis XVI (aujourd’hui place du Maréchal Lyautey).

### Carrière
Son talent pour les statues religieuses se développe après sa rencontre avec l'architecte Pierre Bossan qui le remarque lors de ses visites dans l'atelier de Bonnet. En 1857, il entre à l'École des beaux-arts de Lyon dans l'atelier de Victor Vibert afin d’obtenir la formation classique qui lui manque et d’y apprendre le dessin. Il n'y reste que peu de temps, devant assurer la subsistance de sa femme Madeleine-Louise et ses filles. En 1859, il fait la connaissance de l'orfèvre lyonnais Thomas-Joseph Armand-Calliat, pour lequel il exécute au cours de sa vie plusieurs modèles d’orfèvrerie en ronde-bosse pour des ostensoirs, notamment celui de Notre-Dame de Fourvière et de Notre-Dame de Lourdes.
Entre 1863 et 1867, Bossan lui confie la direction de son atelier de sculpture à Valence, destiné à former des artistes chrétiens spécialisés dans la décoration d’églises. À partir des années 1850 et 1860, Dufraine travaille sur les chantiers des églises lyonnaises et des environs, où il côtoie Armand-Caillat et le maître verrier Lucien Bégule, notamment sous la direction de Bossan. Bien qu’il ait de plus en plus de mal à le supporter, il reste attaché à Bossan jusqu’à sa mort en 1888. Lucien Bégule, ancien élève de Bossan, de passage à Valence témoigne :  

« […] mais l’entente — ou plutôt la vie commune — ne pouvait durer longtemps ; le régime quasi monacal que Bossan imposait à l’institution ne convenait pas à Dufraine. Il eut séparation, sans rupture toutefois. L’architecte, néanmoins, lui en garda toujours rigueur. Si, plus tard, une partie importante des travaux de Fourvière lui fut confiée, c’est grâce au collaborateur de Bossan, M. Sainte-Marie Perrin, qui prit la direction de l’œuvre après la mort de l’auteur de la basilique. »

Néanmoins, leur collaboration perdure sur plusieurs chantiers monumentaux : chapelle du collège dominicain Saint-Thomas d’Aquin d’Oullins, l’église de l’Immaculée Conception à Lyon, la basilique d'Ars, l’église Saint-Georges, l’église Saint-Vincent, la chapelle de l’Hôtel-Dieu à Lyon… Au cours de sa carrière, il exécute aussi plusieurs monuments funéraires du cimetière de Loyasse.
Il participe peu à la vie artistique lyonnaise. Il n'expose qu'une seule fois à la Société des amis des arts de Lyon de 1884, où il présente sa Sainte-Philomène, réalisée pour le village d’Ars-sur-Formans pour laquelle il reçoit une médaille d’honneur. À la mort de Joseph-Hugues Fabisch en 1884, il le remplace à la tête de la classe de sculpture de l’École des beaux-arts de Lyon jusqu’en 1900. Il est apprécié de ses élèves et les incite à passer les concours. Parmi eux, on compte un certain nombre de prix de Rome comme André Vermare (1869-1949) en 1899, ou Jean-Baptiste Larrivé (1875-1928) en 1904, ainsi que d’autres artistes comme Jean-Louis Chorel ou encore Louis Prost (1876-1945), qui reprit l’atelier à son décès.
À la fin de sa vie, il reçoit les palmes académiques et la rosette de l’Instruction publique. En août 1899, affaibli par une paralysie partielle de la main droite depuis deux ans, il quitte son professorat. Il est remplacé par Pierre Aubert, ancien élève de Fabisch et de Jean-Marie Bonnassieux. Il meurt à Lyon le 2 février 1900, laissant une empreinte durable dans l’art religieux lyonnais durant la première moitié du XXe siècle.

### Postérité
Après sa mort, son ami Lucien Bégule rédige une élogieuse biographie du sculpteur en 1902. Il écrit : 

« […] notre Dufraine, dont Lyon a le droit d’être fier. L’œuvre de Charles Dufraine qui comprend une foule de sujet religieux, […] d’un sentiment toujours si élevé […] Chacune des compositions de l’artiste, ayant toujours eu une place déterminée, s’adaptaient parfaitement au cadre qui devait la recevoir. Ses Vierges sont merveilleuses de grâce angélique et de noblesse. Avec quel tact a-t-il réalisé l’image, cependant si difficile à traiter, du Sacré-Cœur, pour éviter la banalité, sans tomber dans le réalisme choquant ! L’œuvre de Dufraine est un exemple à suivre. »

Peu après sa mort, l’une de ses filles lègue de nombreux modèles en plâtre ou en bronze au musée des Beaux-Arts de Lyon. Plusieurs de ses œuvres y furent présentées pour l’exposition Le Temps de la peinture : Lyon 1800-1914, entre le 20 avril et le 30 juillet 2007.
Une place lui est dédiée à Lyon, dans le 3e arrondissement, près du parc Chambovet.
En 1949, a été créé un prix Charles Dufraine à l’École des beaux-arts de Lyon.

## Principales réalisations

### Basilique d'Ars-sur-Formans[3]
Entre 1868 et 1873, Dufraine réalise la statuaire de la basilique d’Ars-sur-Formans, qui abrite les reliques du curé d’Ars, objet d’une dévotion particulièrement importante dans la région lyonnaise. Il est l’auteur de toutes les statues, aussi bien intérieures qu’extérieures. Aux côtés des peintres Jacobé Razuret (1829-1895) et Paul Borel, il s’attèle au programme iconographique dédié à Sainte-Philomène, martyre des premiers siècles chrétiens. Il exécute notamment huit statues de saints en marbre, situées au niveau de la coupole du chœur. D'une manière similaire, huit anges assis, symbolisant l’apostolat du curé d’Ars, sont regroupés par deux aux angles du dôme octogonal. D’une hauteur de quatre mètres, ils tiennent les attributs de la sainte, des flèches et une couronne de laurier et soutiennent leur tête de leur main droite, ou portent une palme dans leurs mains jointes. Dufraine se charge également de créer les statues des retables des deux chapelles latérales, consacrées à Saint-Joseph et Notre-Dame de la Victoire.
Pendant la durée des travaux, il reste en contact avec le maître d’ouvrage, l’abbé Pierre Toccanier, à qui il envoie des maquettes en plâtre ou en terre pour chacune des statues. À l’entrée du village d’Ars, s’élève une statue de Sainte-Philomène en bronze, ornée d’une couronne de laurier et montrant la basilique du doigt tandis qu’elle tient la palme des martyrs de l’autre main.

### Basilique Notre-Dame de Fourvière
À la mort de Bossan (1888), Sainte Marie Perrin, architecte délégué de Fourvière et disciple de Bossan, confie à Dufraine le fronton de la façade ouest, où il réalise Le Vœu des échevins et la Vierge à l’Enfant (1891-1895). De part et d’autre de la Vierge à l'Enfant trônant en majesté, on trouve à gauche le vœu de 1643, prononcé pour protéger la ville de l'épidémie de peste, et à droite celui de 1870, afin de préserver Lyon de la guerre franco-allemande, avec les ecclésiastiques et Bossan. Dufraine est aussi chargé de réaliser les animaux symboliques que l'on trouve aux intrados des arcs de la façade. Figures colossales de quatre mètres de hauteur, ils évoquent les quatre évangélistes, dont ils sont les symboles et expriment les qualités du Christ.
Au centre de la façade, dominant l’entrée de la crypte, Dufraine dépose son Lion de Juda (1884-1889), dont les formes et le style rappellent les animaux ailés du Proche Orient antique. Le lion incarne à la fois l’emblème de la Ville de Lyon et renvoie à l'histoire de Jacob dans l’Ancien Testament. Ce dernier, sur son lit de mort, prophétise à chacun de ses enfants leur avenir, dont Juda qu'il compare à un jeune lion. Cet animal rappelle aussi la généalogie de Saint Joseph. Situé sur un édicule, en granite poli de Baveno, le lion est empreint de majesté. Deux inscriptions en lettres d'or sur l'édicule suggèrent son repos dans la victoire, « Requiescens ut leo » et « ecce vicit leo de tribu de Juda ». Occupant un emplacement exposé au grand jour, Bossan se montre intraitable concernant son apparence. Avant de confier le projet à Dufraine, il demande au sculpteur Marius Levasseur d'en dessiner une esquisse, ce qui réduit la part d'imagination de Dufraine. Après avoir achevé le modèle en plâtre, Sainte-Marie Perrin propose de le réaliser en bronze doré pour accentuer son côté triomphal mais Bossan pense que ce matériau ne s'accorde pas avec l'édicule en granit. La sculpture est finalement taillée dans des blocs de granit.
À l'intérieur, on retrouve également la marque de Dufraine au sommet de l’escalier qui permet d’accéder de la partie basse à la partie haute de l’église. Il nous présente ici sa dernière sculpture, La Sagesse (1898-1900). Vertu mariale et don du Saint Esprit, elle y est représentée avec quatre ailes déployées prête à s’envoler. Elle est précédée d'un riche bénitier, formé trois coupes accouplées, et se détache sur le fond d'un olivier, composé de feuillage d'or. Réalisée après la mort de Bossan, l'artiste s'accorde ici plus de libertés avec l'introduction timide des formes de l’Art Nouveau. La statue est surmontée de l’inscription suivante : « Audite quoniam de rebus magnis locutura sum / Ego sapientia habito in consilio » (Livre des Proverbes 8, 6 et 12 : « Écoutez, car j’ai de grandes choses à dire, Et mes lèvres s’ouvrent pour enseigner ce qui est droit. / Moi, la sagesse, j’ai pour demeure le discernement, Et je possède la science de la réflexion. »).
Dufraine se voit confier plusieurs sculptures dans les chapelles de la basilique. Dans celle de la Compassion de la Vierge, il représente une Crucifixion (1899) tandis que dans la chapelle de Notre-Dame de l'Assomption (exécuté en 1901, après sa mort), il évoque la Vierge en extase transporté au ciel par six anges aux ailes déployées. Une inscription du fronton surplombe la Vierge : « Veni sponsa me veni coronaberis ».

## Style
De nombreux contemporains voient dans l’œuvre de Dufraine, un art influencé par la Renaissance italienne en mettant en avant l’élégance des formes et des gestes : « L’élégance dans la forme, dans le geste, voilà les caractéristiques de ce talent. »
Au sein des collections du musée des Beaux-Arts de Lyon, deux bas-reliefs en bronze des Anges chantant (1882), modèles de la frise qui orne la partie supérieure de la façade de l’église Saint Vincent à Lyon, témoignent de cette influence. Dufraine a précisé qu’il s’était inspiré de la Cantoria de Luca della Robbia pour le Duomo de Florence (Florence, Museo dell’Opera del Duomo), traitant du même thème. La grâce des figures et l’aspect archaïsant des coiffures font référence au Quattrocento florentin. Parmi les œuvres acquises par le musée, on trouve également un exemplaire en bronze d’un ange sculpté pour la basilique d’Ars. Celui-ci reflète aussi cette empreinte de la Renaissance italienne notamment au niveau des formes élancées similaires à la frise de Saint Vincent de Lyon et qui évoque l’art de Donatello.
Néanmoins, René Jullian évoque un certain naturalisme dans ces figures, dualité que l’on retrouve au sein des travaux de Dufraine.
L’art de Charles Dufraine reflète aussi son goût personnel pour la sculpture antique et donc une tendance néoclassique ce qui le rend plus complexe, comme l’atteste le Lion de la basilique de Fourvière, évoquant l’art assyrien. Cela se remarque à l’intérieur avec ses lions ailés ou La Sagesse qui présentent une certaine parenté avec le Sphinx de Delphes, ou encore avec la Chimère d'Arezzo du musée d’archéologie de Florence. D’une manière similaire, son saint Jean sur le porche de l’église Saint-Georges atteste son attrait pour la sculpture grecque avec ses formes épurées et qui paraissent presque immobiles. Cependant, il est certain que Dufraine ne soit pas libre dans ses créations en particulier à Fourvière où Bossan le surveille de près.
Lucien Bégule insiste aussi sur la sensibilité religieuse de Dufraine qui se retrouve dans ses sculptures. Il témoigne des difficultés pour choisir entre tradition, mesure, idéal chrétien et modernité, qui d’ailleurs questionnent nombre d’artistes d’œuvres religieuses de l’époque :

« Sauf pour de rares favorisés, la carrière de l’artiste roule dans un inévitable cercle vicieux : l’originalité de son talent ne va guère sans l’indépendance de sa vie et, d’autre part, celle-ci ne peut, le plus souvent, s’acquérir qu’au prix de pénibles concessions à l’ignorance et au mauvais goût. Cette indépendance, Dufraine en fut, plus que tout autre, jaloux et d’une jalousie presque farouche. Cantonné dans son rêve de relever l’art religieux, à une époque où l’industrialisme l’entraînait vers une décadence fatale, le simple bon sens de sa foi plébéienne lui fit retrouver la source, bien connue des maîtres anciens mais trop vite oubliée aujourd’hui, de la véritable inspiration chrétienne : l’Ancien Testament, l’Évangile. La poésie du premier l’initia à la Beauté, le second lui montra la Vérité ; le souffle de la pureté qui anime les deux Livres Saints fixa le dernier trait de son idéal et ce triple caractère nous paraît résumer son talent aussi exactement que possible. »

## Distinctions
- Chevalier de l'ordre de Saint-Grégoire-le-Grand[25]

## Œuvres dans les collections publiques[1],[3]
- Ars, église.

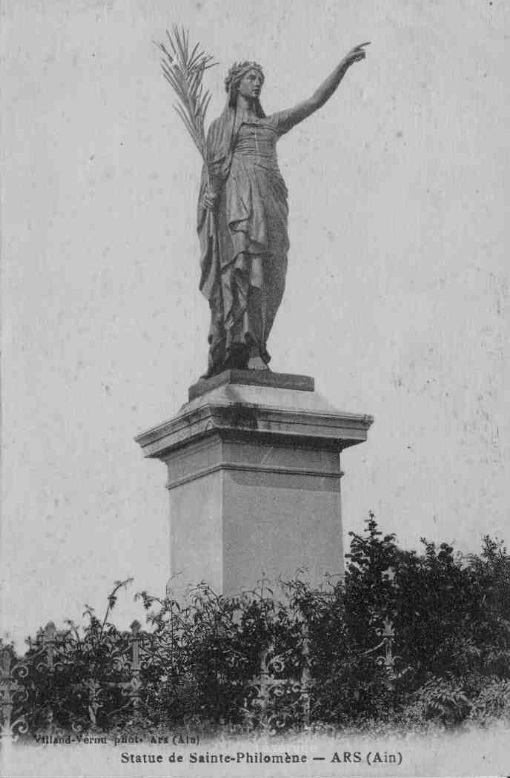
Sainte-Philomène (1881), Ars-sur-Formans,.

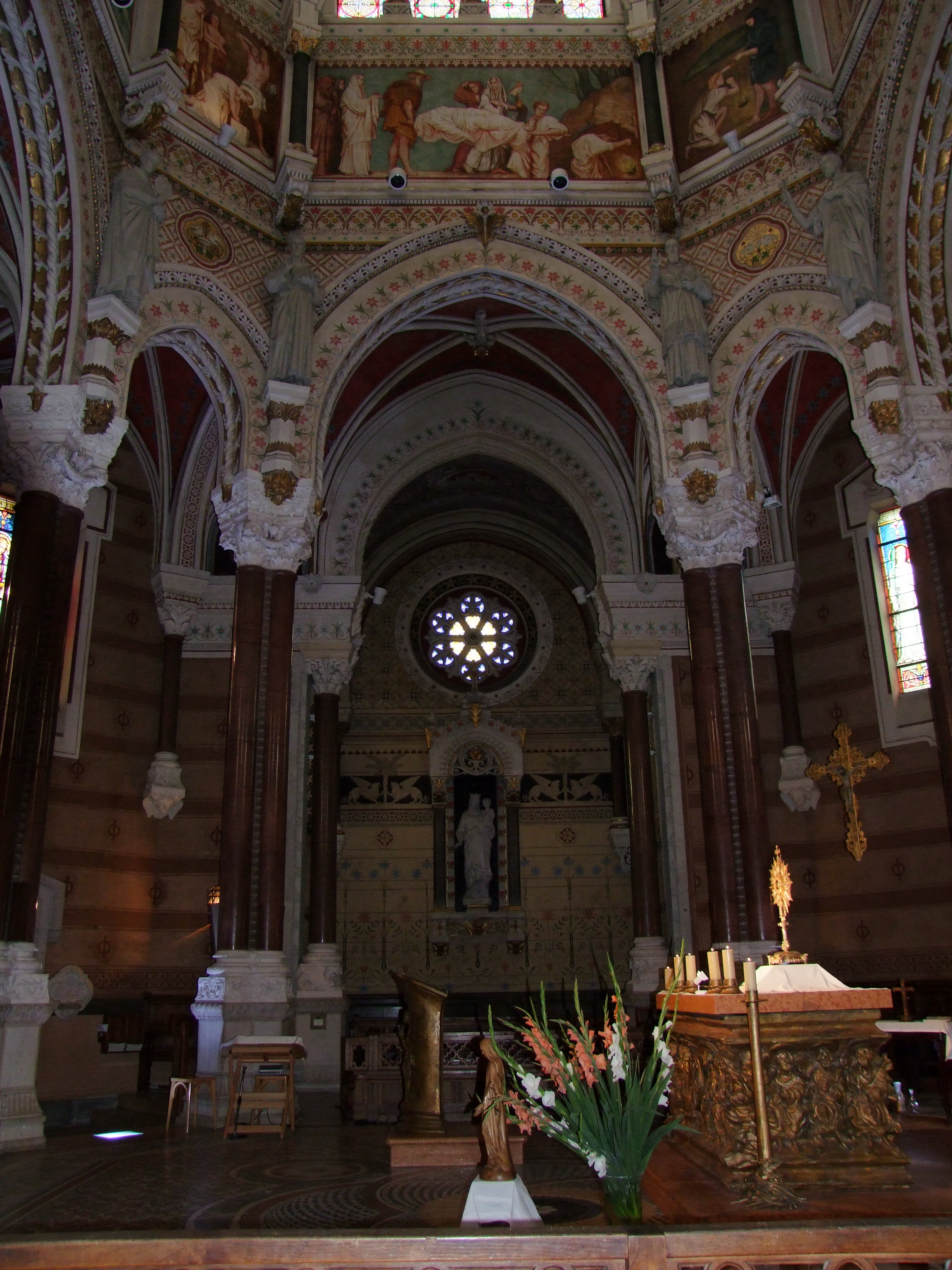
statues des Anges, chœur de la basilique d'Ars.

- Couzon-au-Mont-d'Or, église Saint-Maurice : Retable de la chapelle de la Vierge, maître-autel.
- Lyon :
  - basilique Notre-Dame de Fourvière : ornements du fronton, Lion de Juda, La Sagesse, chapelle Notre-Dame de l'Assomption, chapelle de la Compassion de la Vierge.
  - collège Saint-Thomas-d'Aquin d'Oullins, chapelle.
  - couvent des Carmes déchaussés.
  - église Notre-Dame-Saint-Vincent : Le Sacré-Cœur.
  - église Saint-Georges, portail : Saint Georges terrassant le dragon.
  - église Saint Polycarpe : chaire à prêcher Saint-Pierre et Saint-Paul[28].
  - hôpital Saint-Luc (détruit) : Pietà.
  - Hôtel-Dieu, autel de la chapelle saint-Joseph[29].
  - hôtel de préfecture du Rhône, fronton.
  - musée des Beaux-Arts de Lyon :
    - plusieurs modèles réduits en plâtre ou en bronze ;
    - Le Printemps ;
    - L’Été ;
    - Anges chantant ;
    - La Modestie ;
    - Espérance ;
    - Saint Paul ;
    - Anges assis tenant les attributs de Sainte Philomène ;
    - Vierge assise ;
    - Saint Louis.

  - cimetière de Loyasse :
    - Monument à Antoine Duvergier, Pietà ;
    - Monument à la famille Purpan, Pietà ;
    - Vierge ornant le tombeau famille Million-Servier ;
    - Buste de Jean-Baptiste Chatigny.
- Verdelais, basilique Notre-Dame : Vierge colossale.
- Villefranche-sur-Saône, lycée Notre-Dame de Mongré :
  - Saint Louis de Gonzague ;
  - Saint Stanislas.

Œuvres lyonnaises de Charles Dufraine
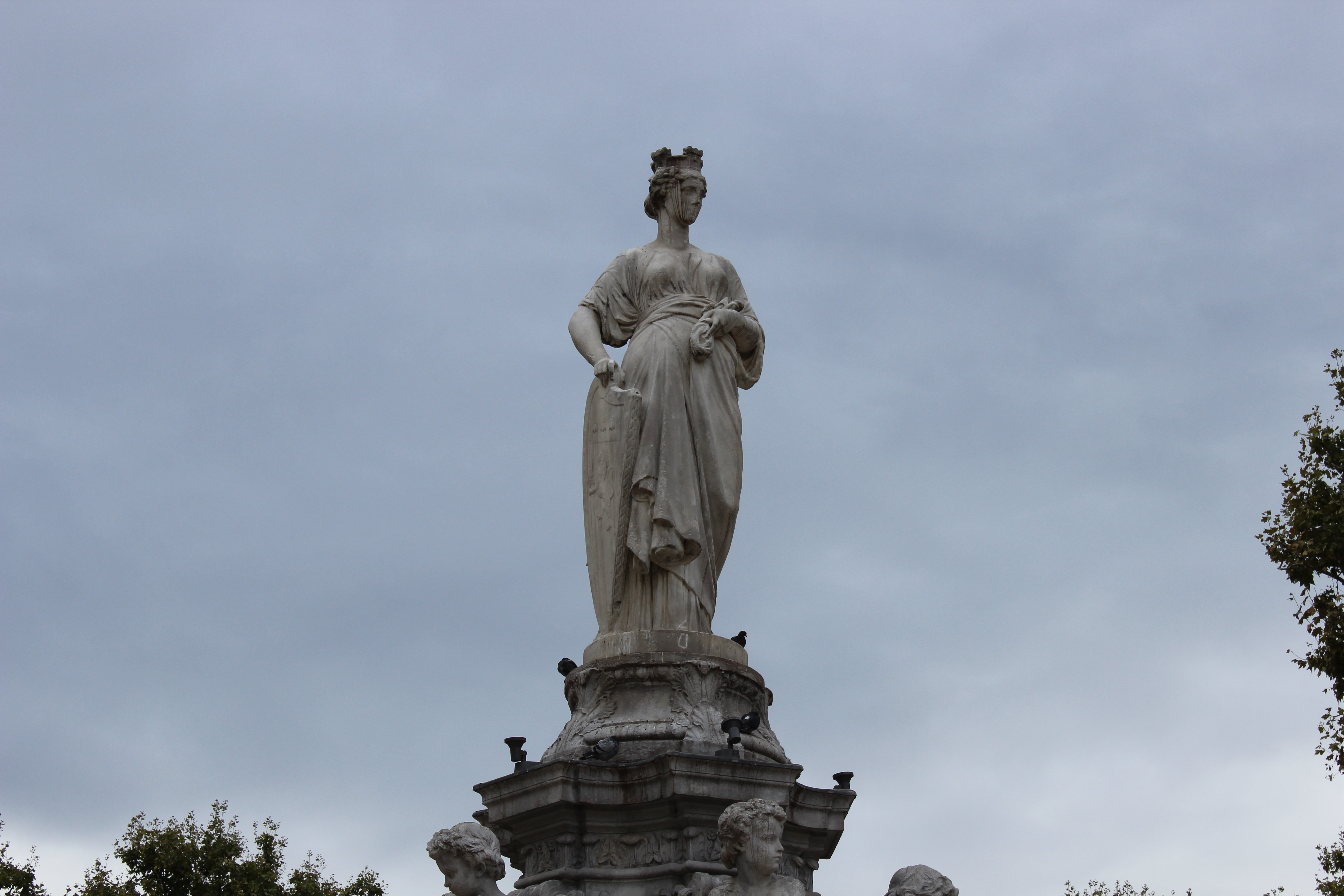
La Ville de Lyon (1865), statue sommitale de la fontaine de la place Maréchal-Lyautey. Statuaire réalisée par Guillaume Bonnet, assisté de Charles Dufraine[30].
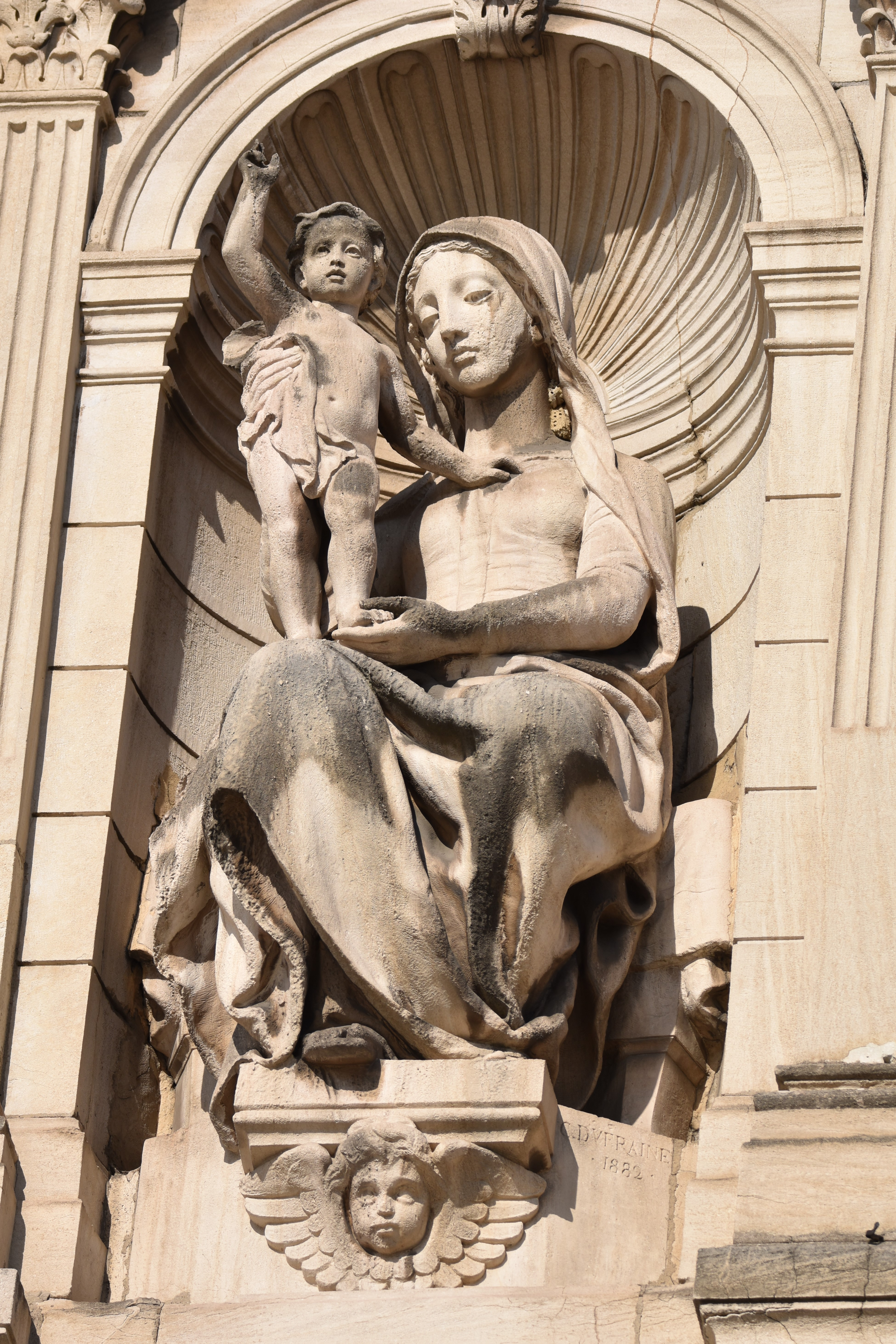
La Vierge à l’Enfant (1882), façade de l'église Notre-Dame Saint-Vincent.
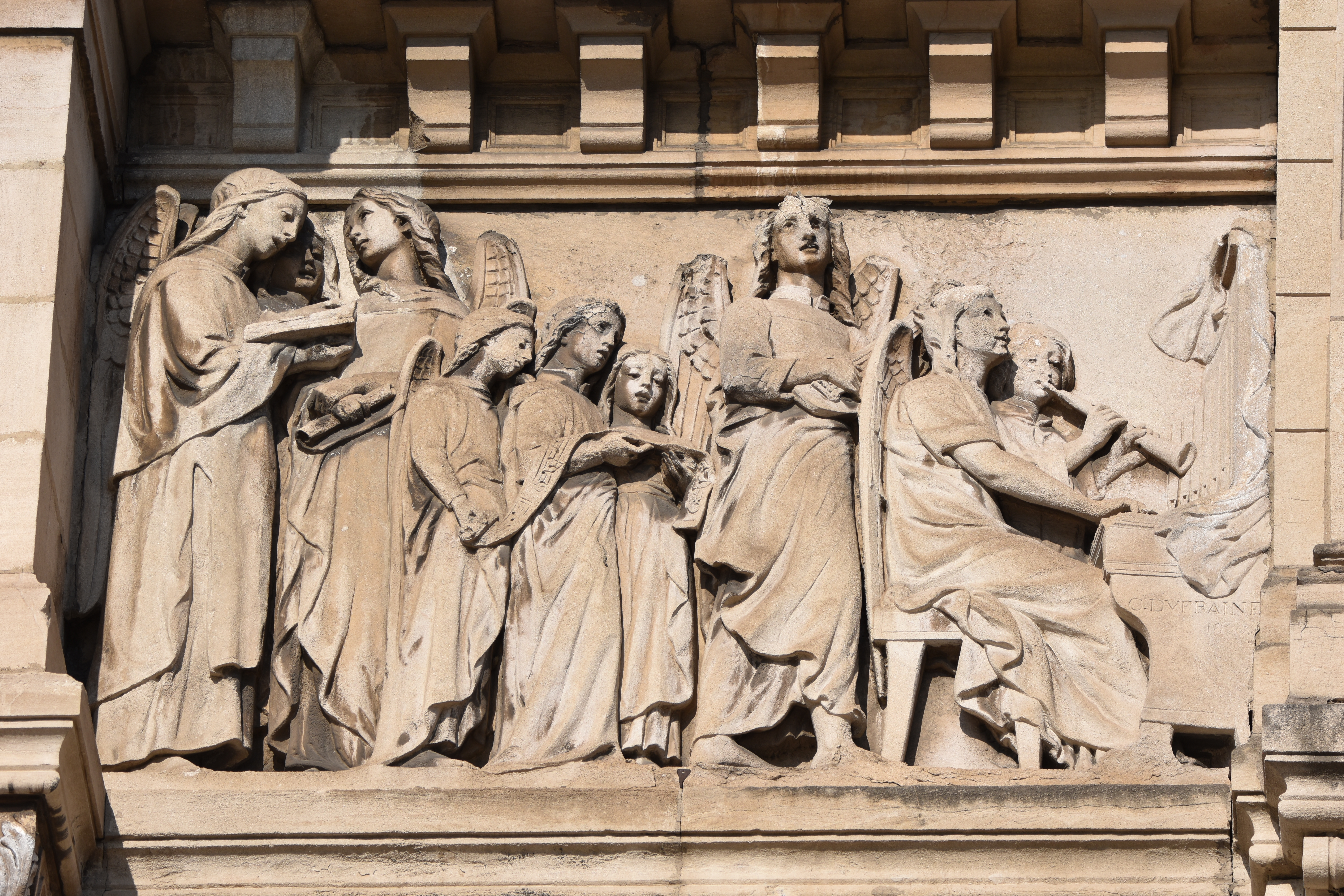
Anges chantant les louanges de Dieu (1882), frise, partie gauche de la façade de l’église Notre-Dame Saint-Vincent.
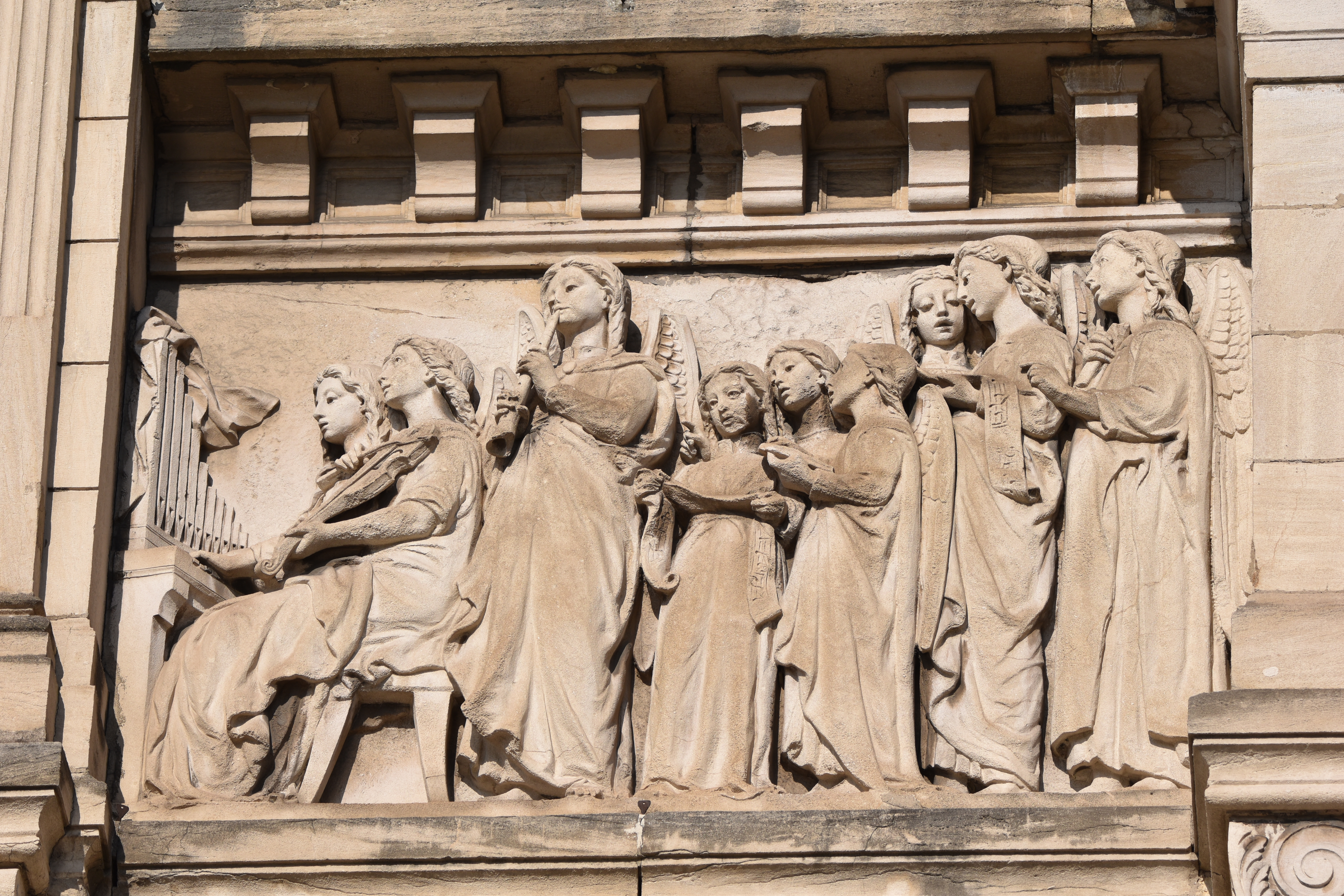
Anges chantant les louanges de Dieu (1882), frise, partie droite de la façade de l’église Notre-Dame Saint-Vincent.
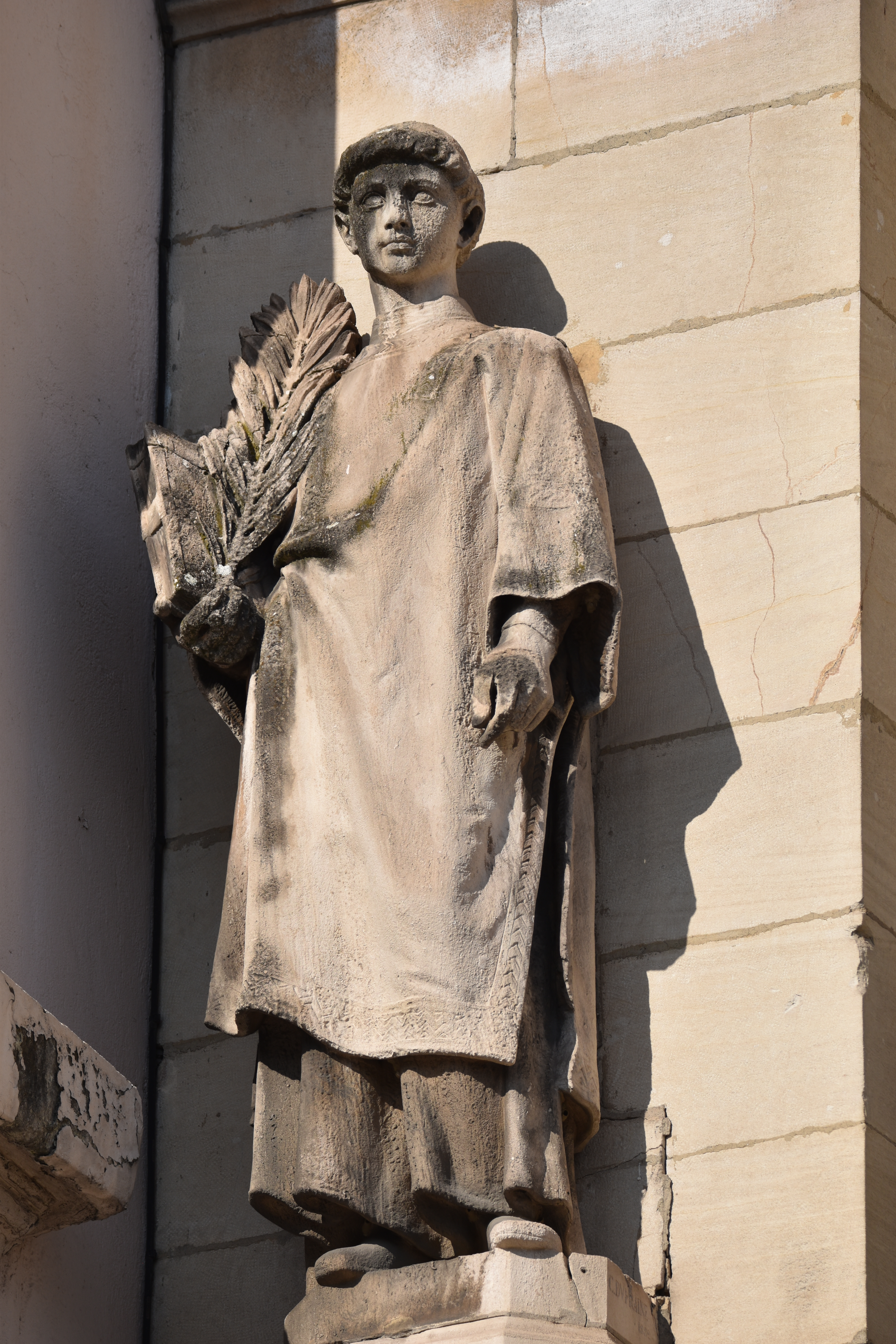
Saint Vincent (1882), façade de l'église Notre-Dame Saint-Vincent.
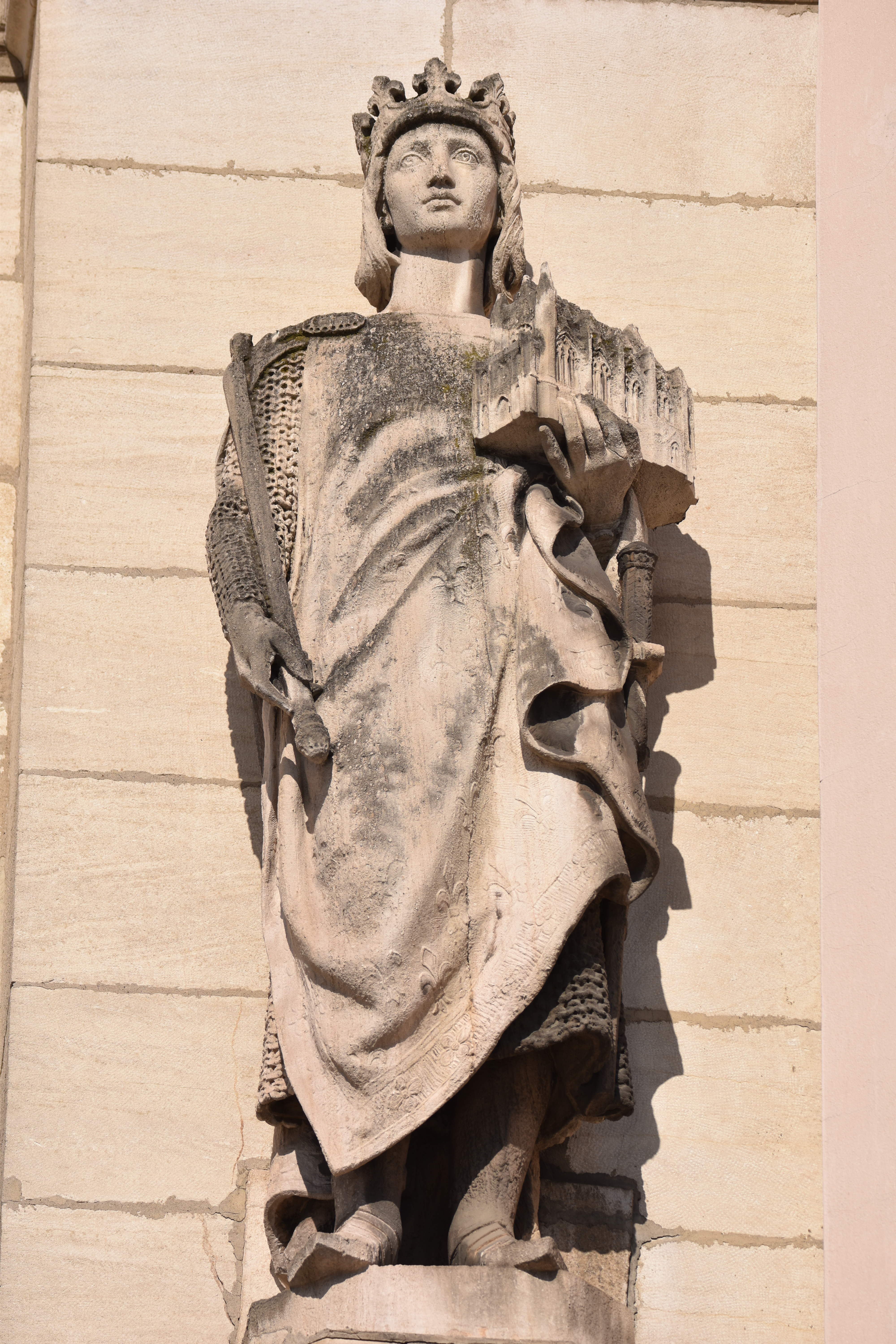
Saint Louis (1882), façade de l'église Notre-Dame Saint-Vincent.
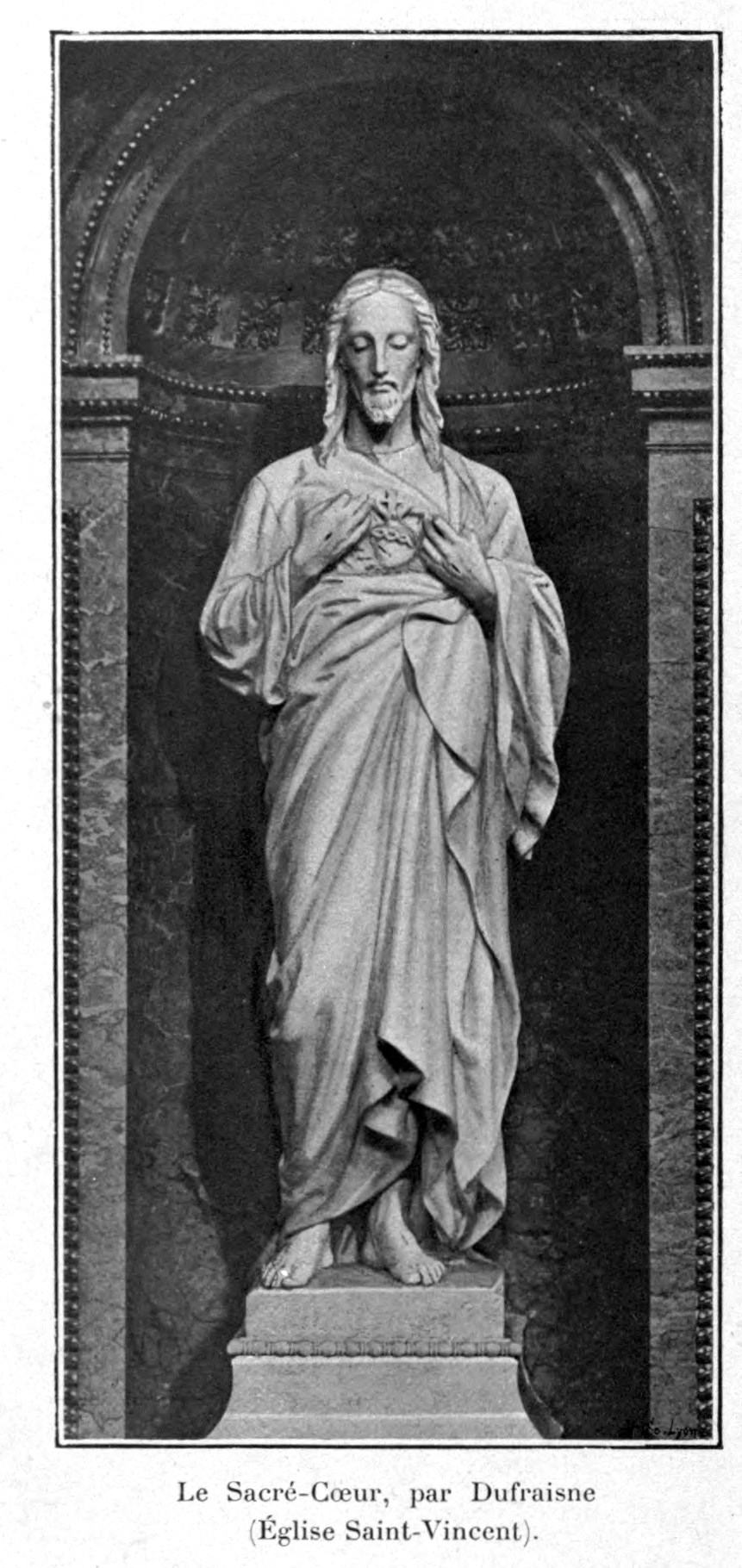
Le Sacré-Cœur, église Notre-Dame-Saint-Vincent.
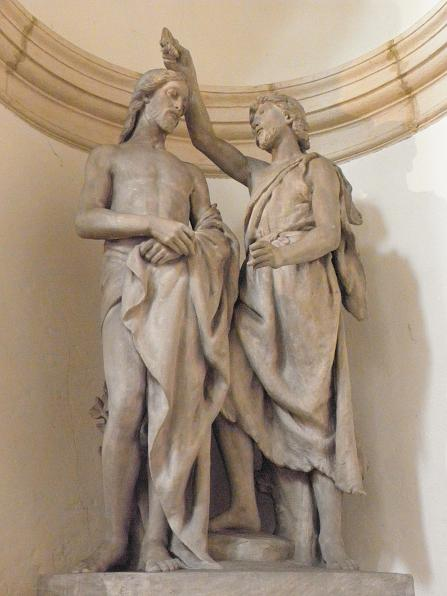
Baptême du Christ, église Notre-Dame-Saint-Vincent.
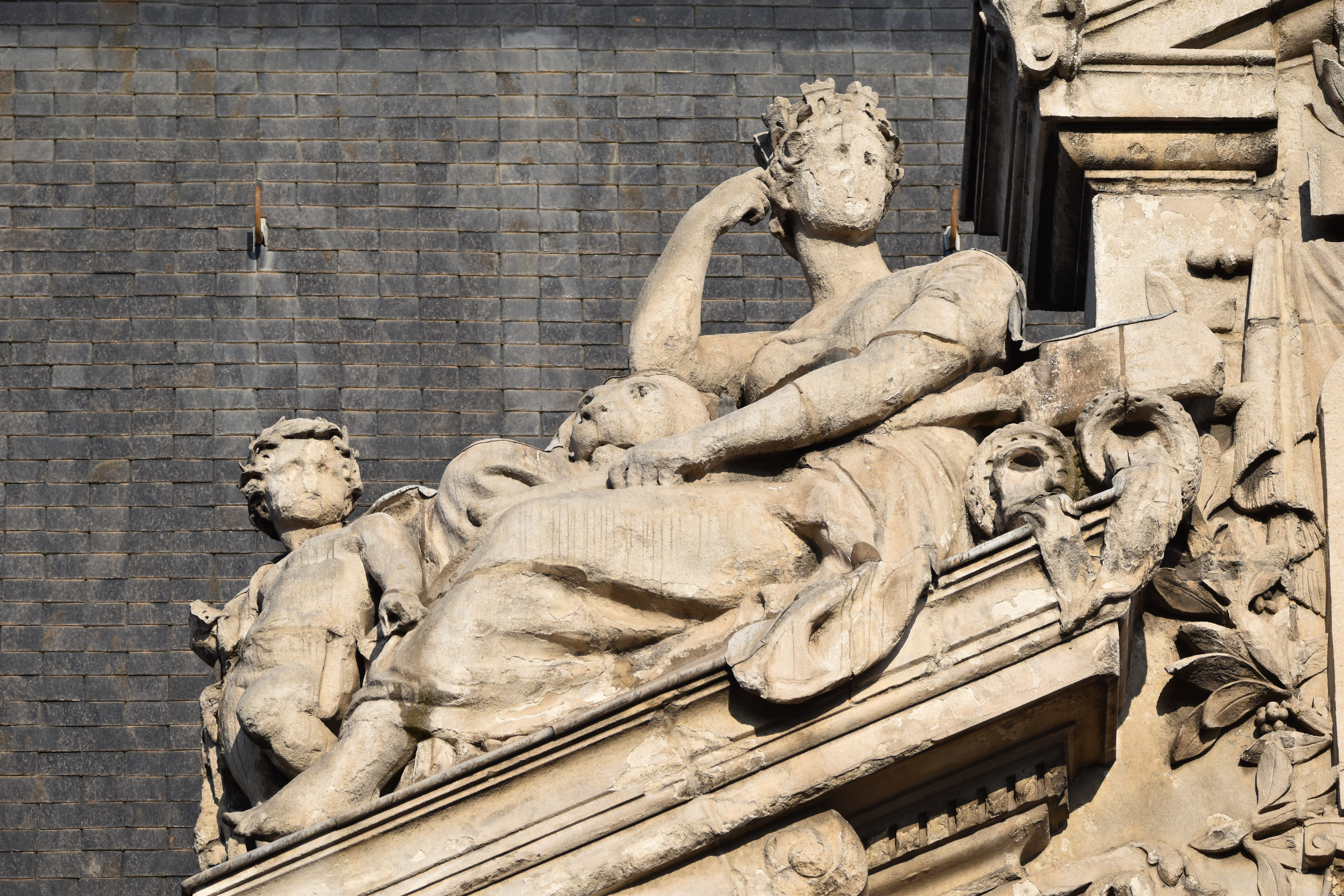
Figure allégorique de la Ville de Lyon (1890), fronton de l'hôtel de préfecture du Rhône.
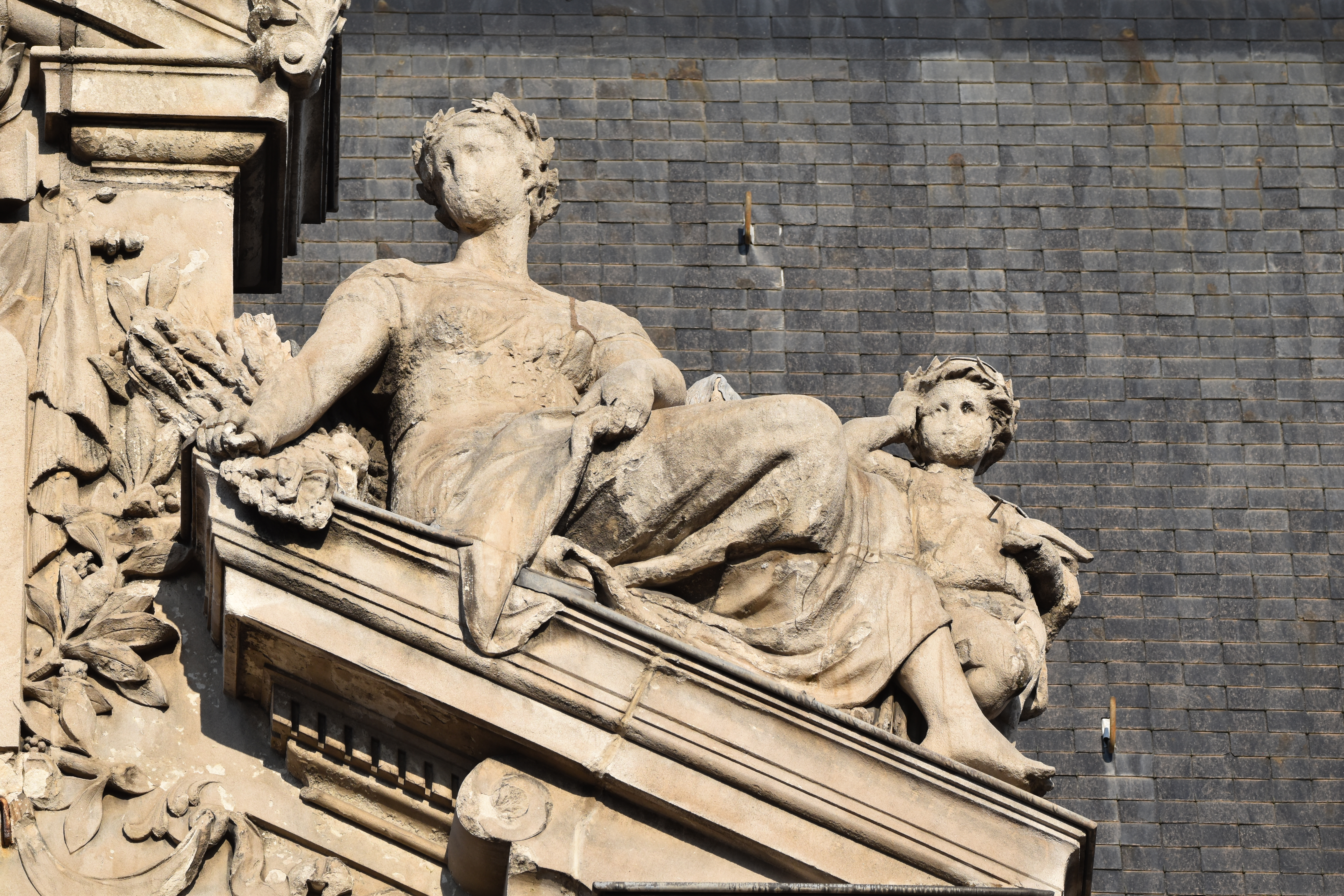
Figure allégorique du département du Rhône (1890), fronton de l'hôtel de préfecture du Rhône.
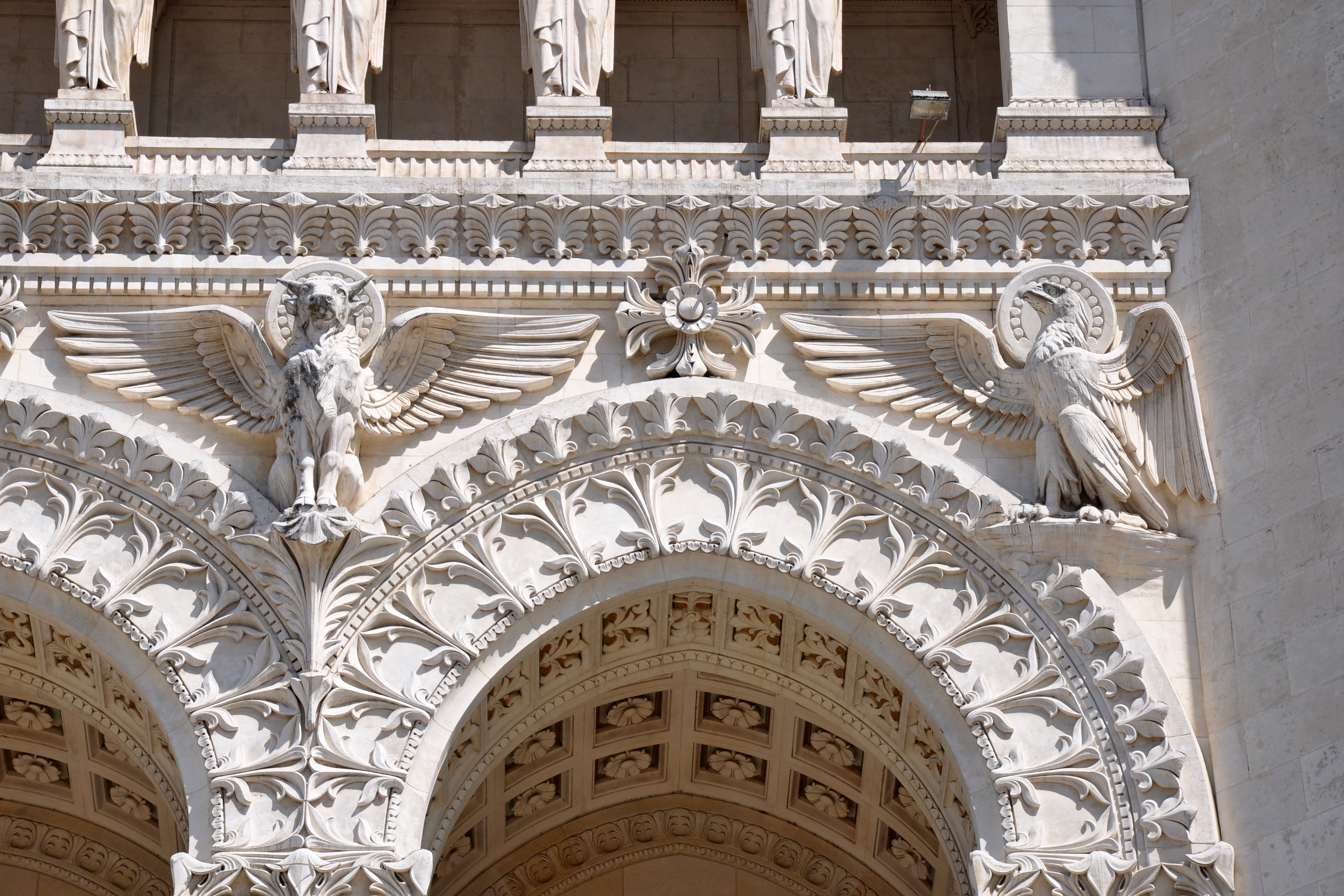
Détail de la façade de la basilique de Fourvière.
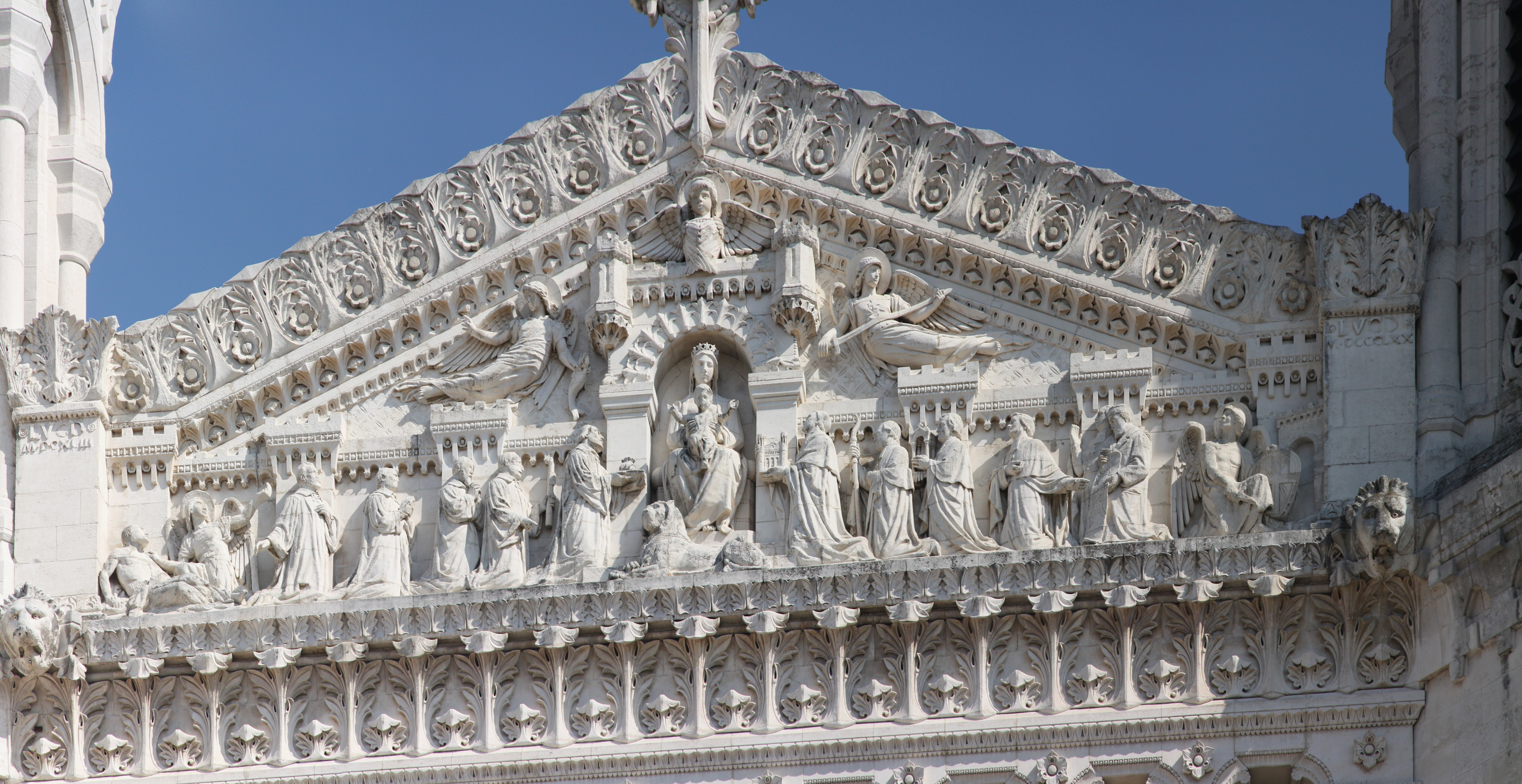
La Vierge à l'Enfant entouré du Vœu des échevins (1891-1985), fronton de la basilique de Fourvière.
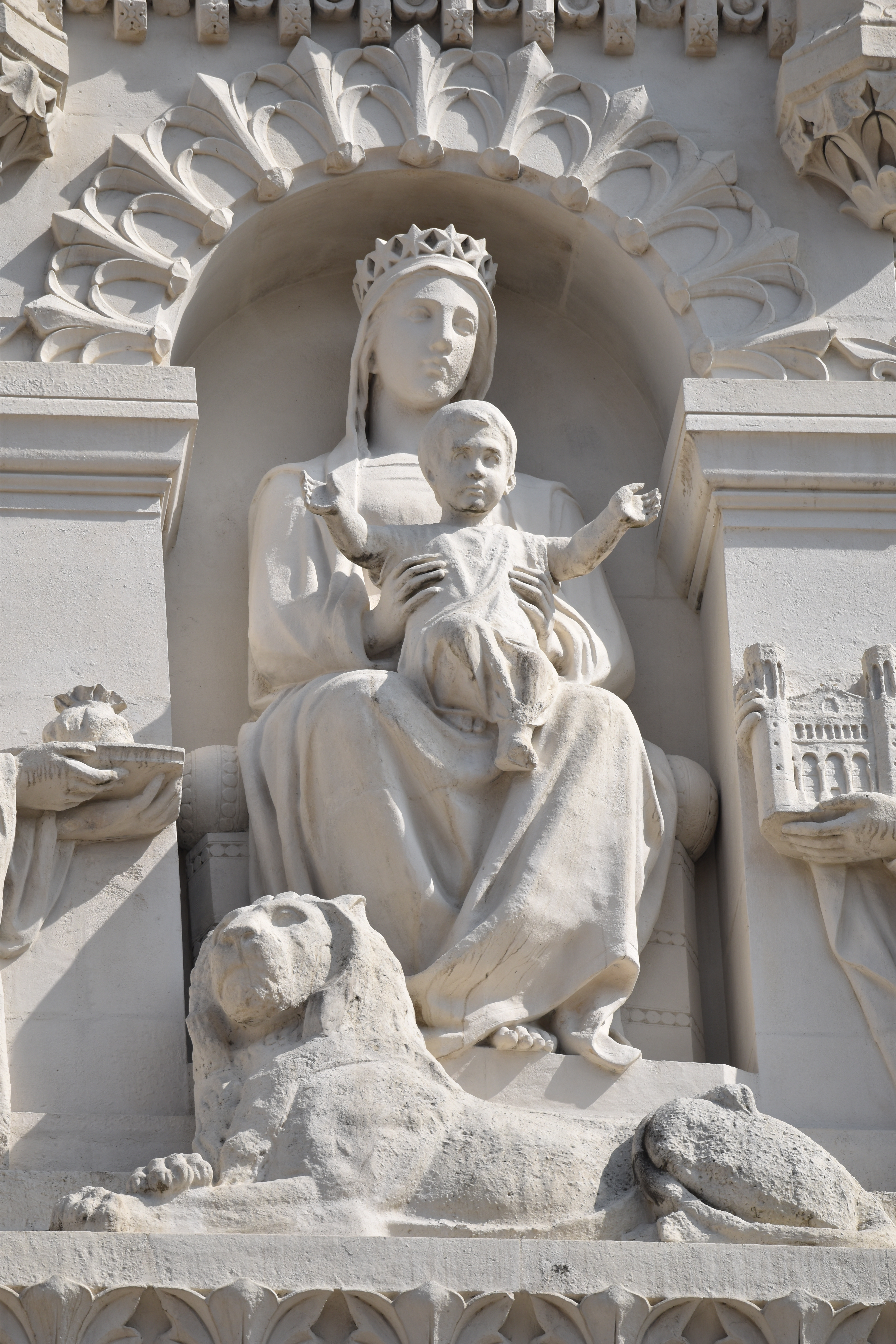
La Vierge à l’Enfant avec un lion (1891-1895), basilique Notre-Dame de Fourvière, fronton de la façade principale.
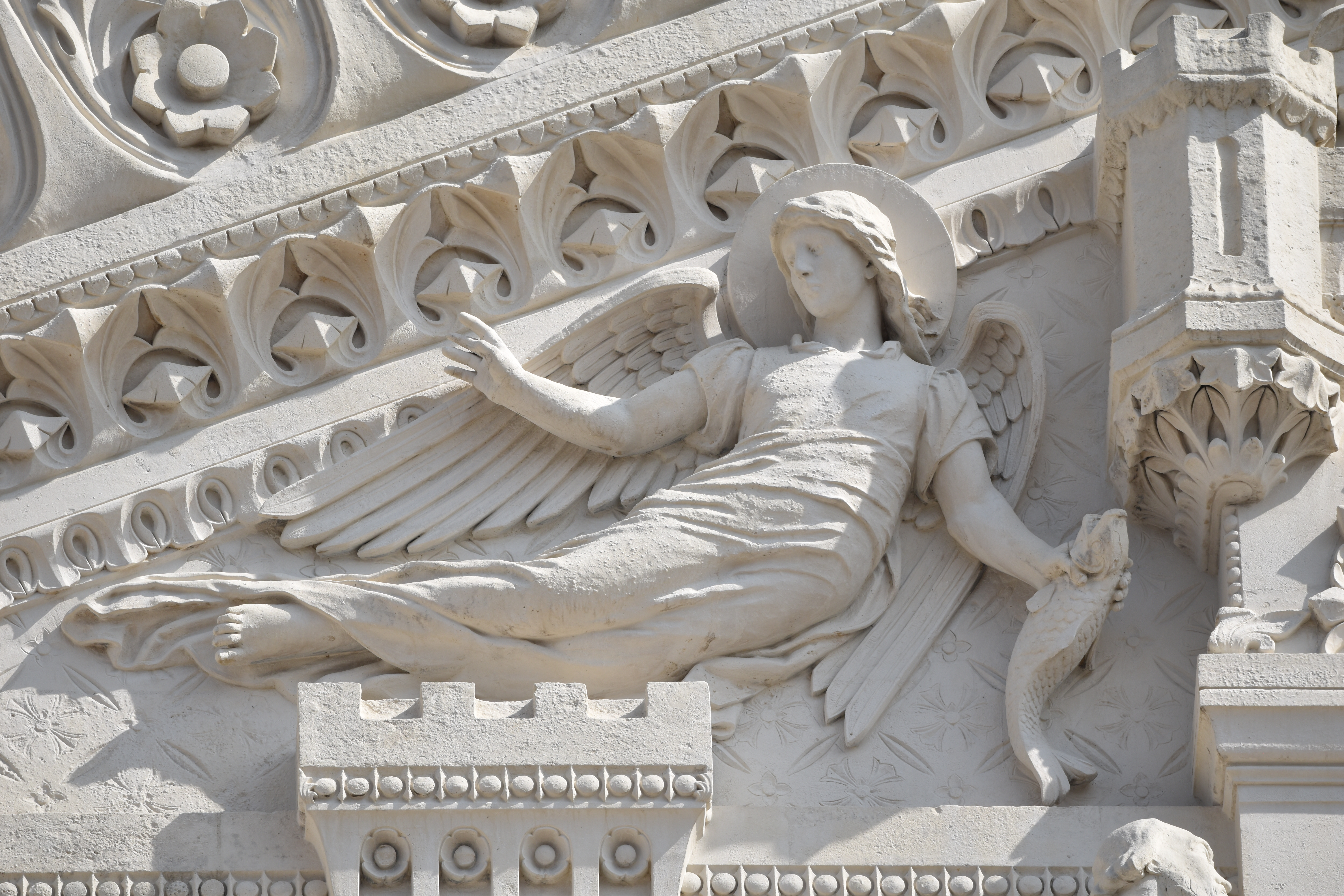
L’Archange Raphaël tenant un poisson (1891-1895), basilique Notre-Dame de Fourvière, fronton de la façade principale.
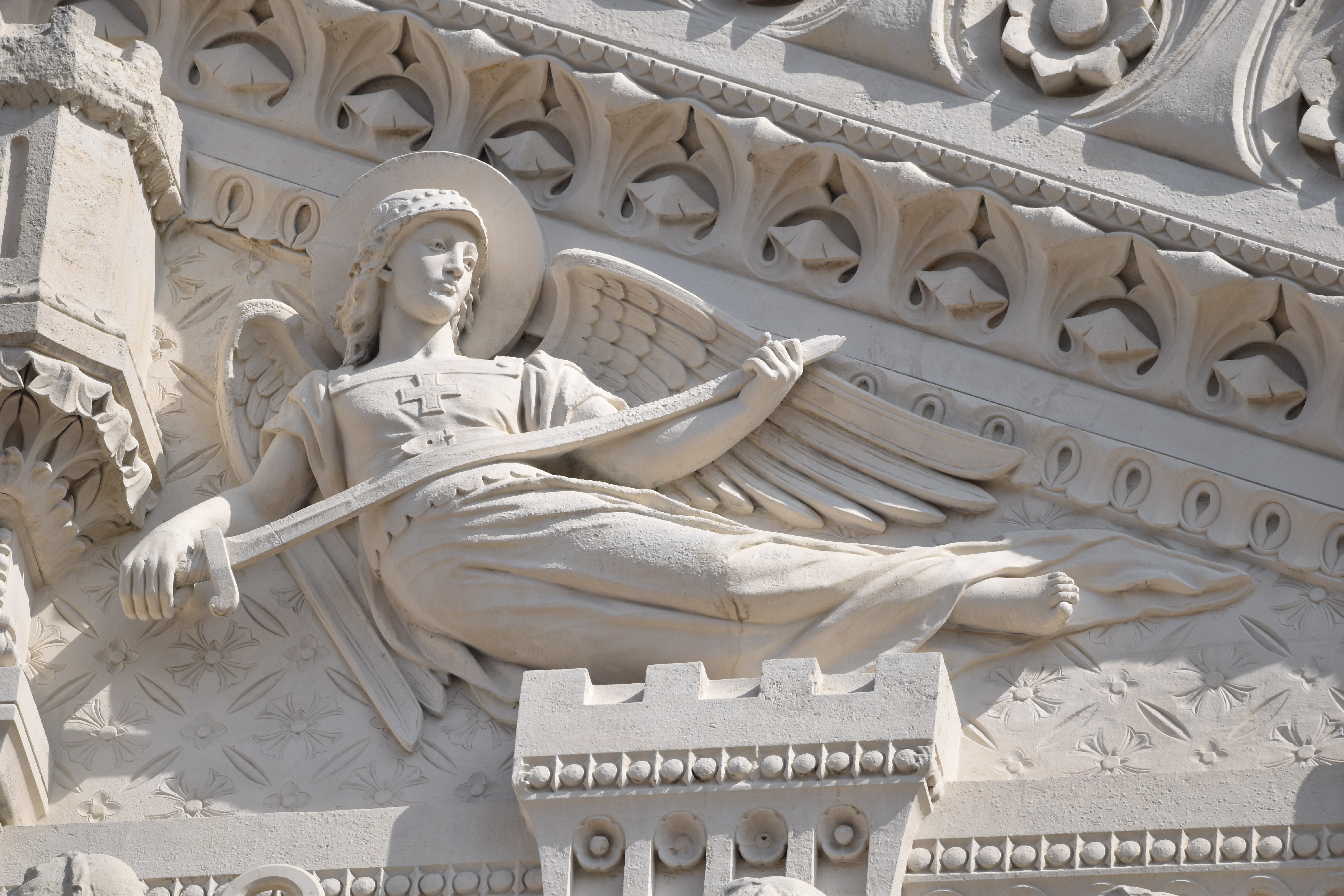
L’Archange Michel tenant une épée (1891-1895), basilique Notre-Dame de Fourvière, fronton de la façade principale.
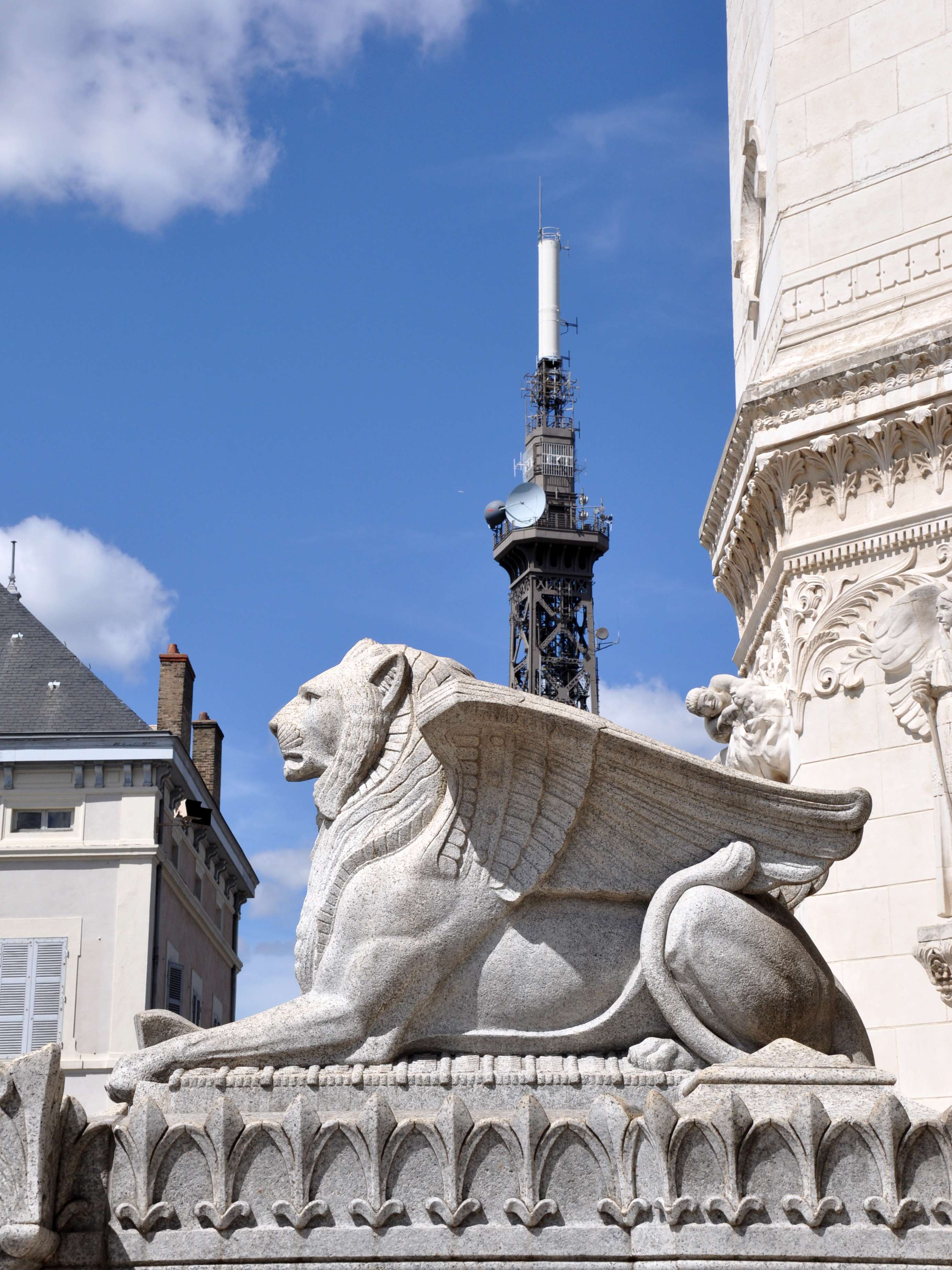
Lion de Juda devant la façade de Notre-Dame de Fourvière.
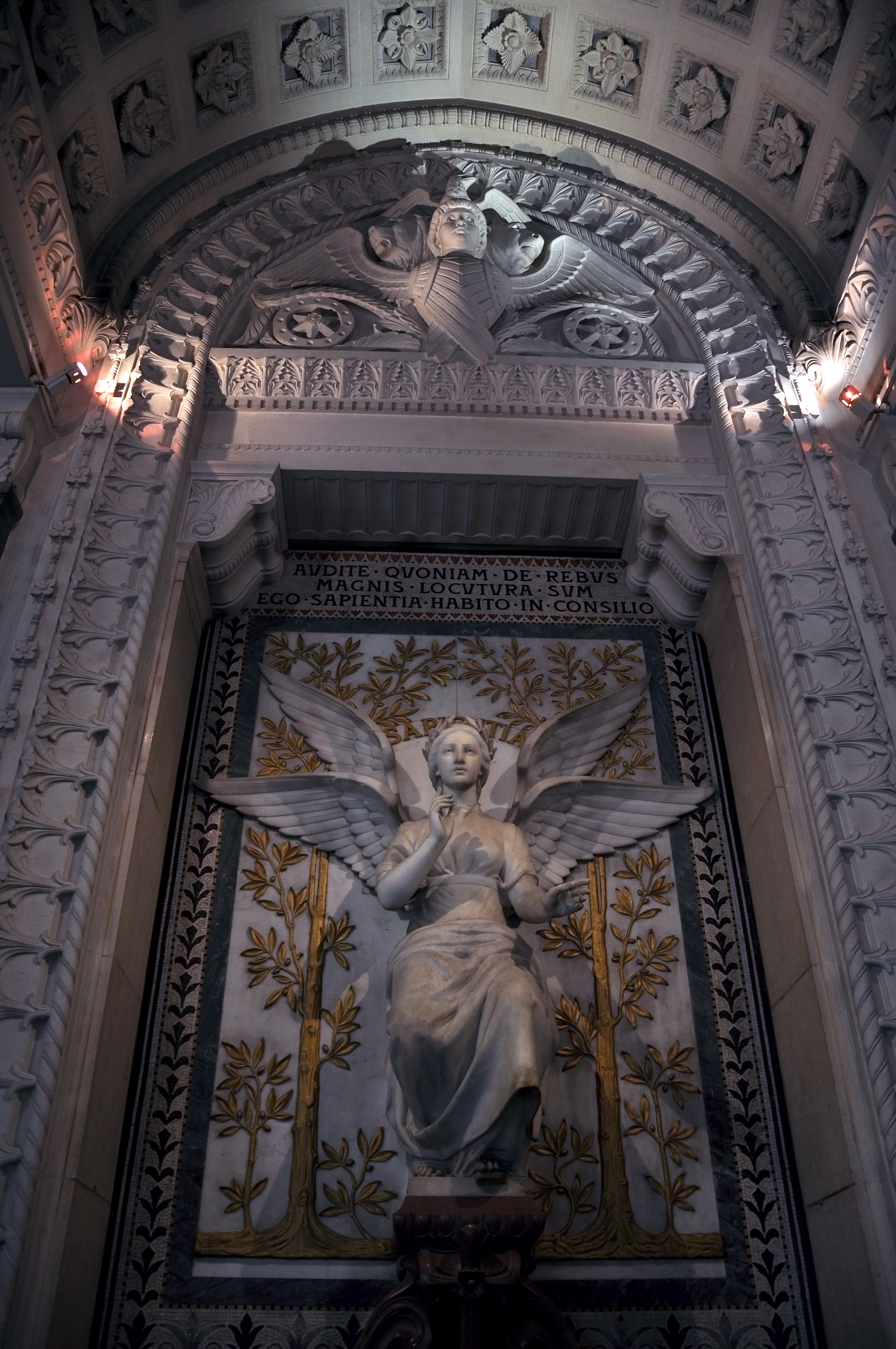
La Sagesse (1898-1900), basilique Notre-Dame de Fourvière.
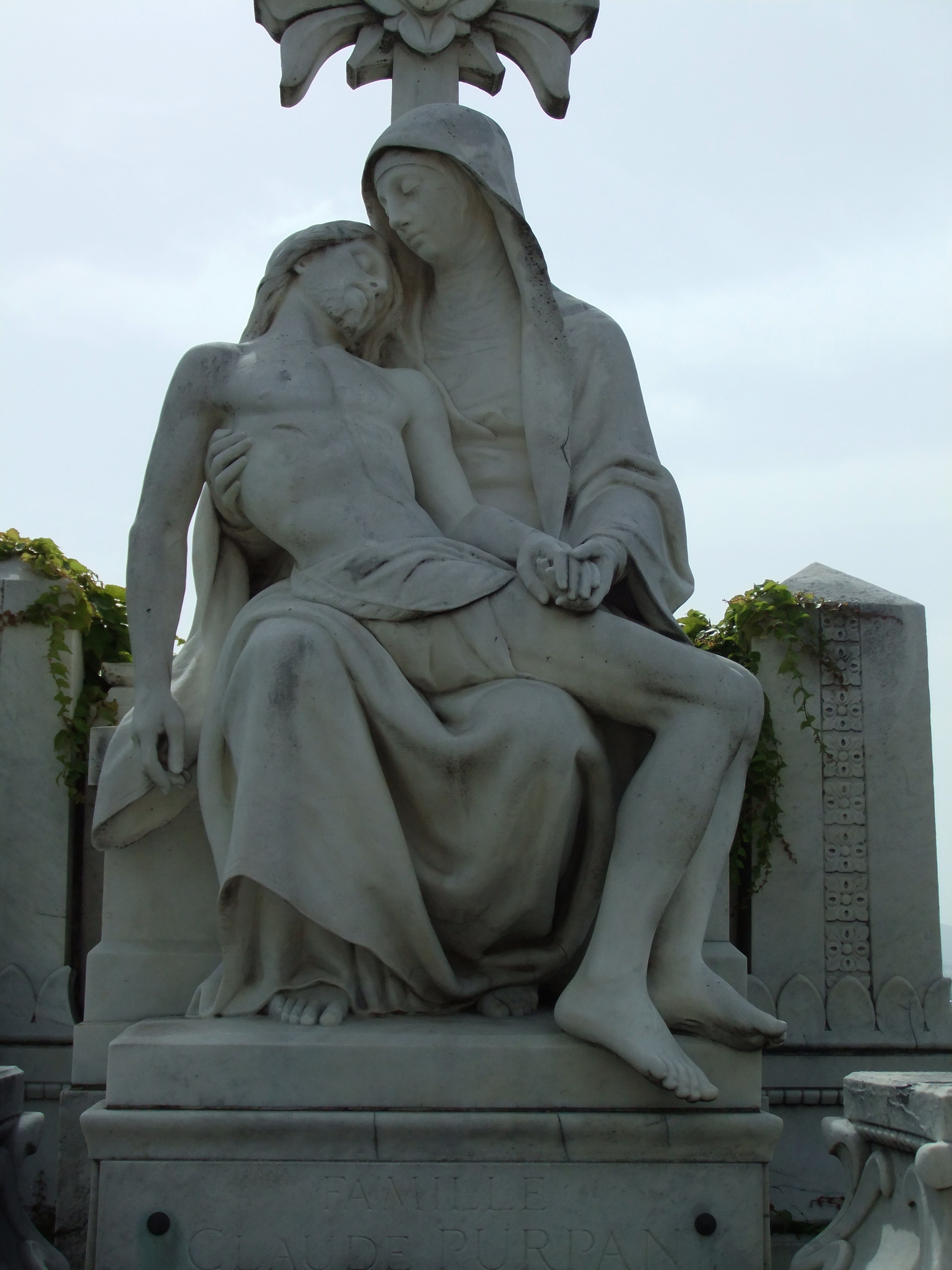
Monument à la famille Purpan, Pietà, cimetière de Loyasse.
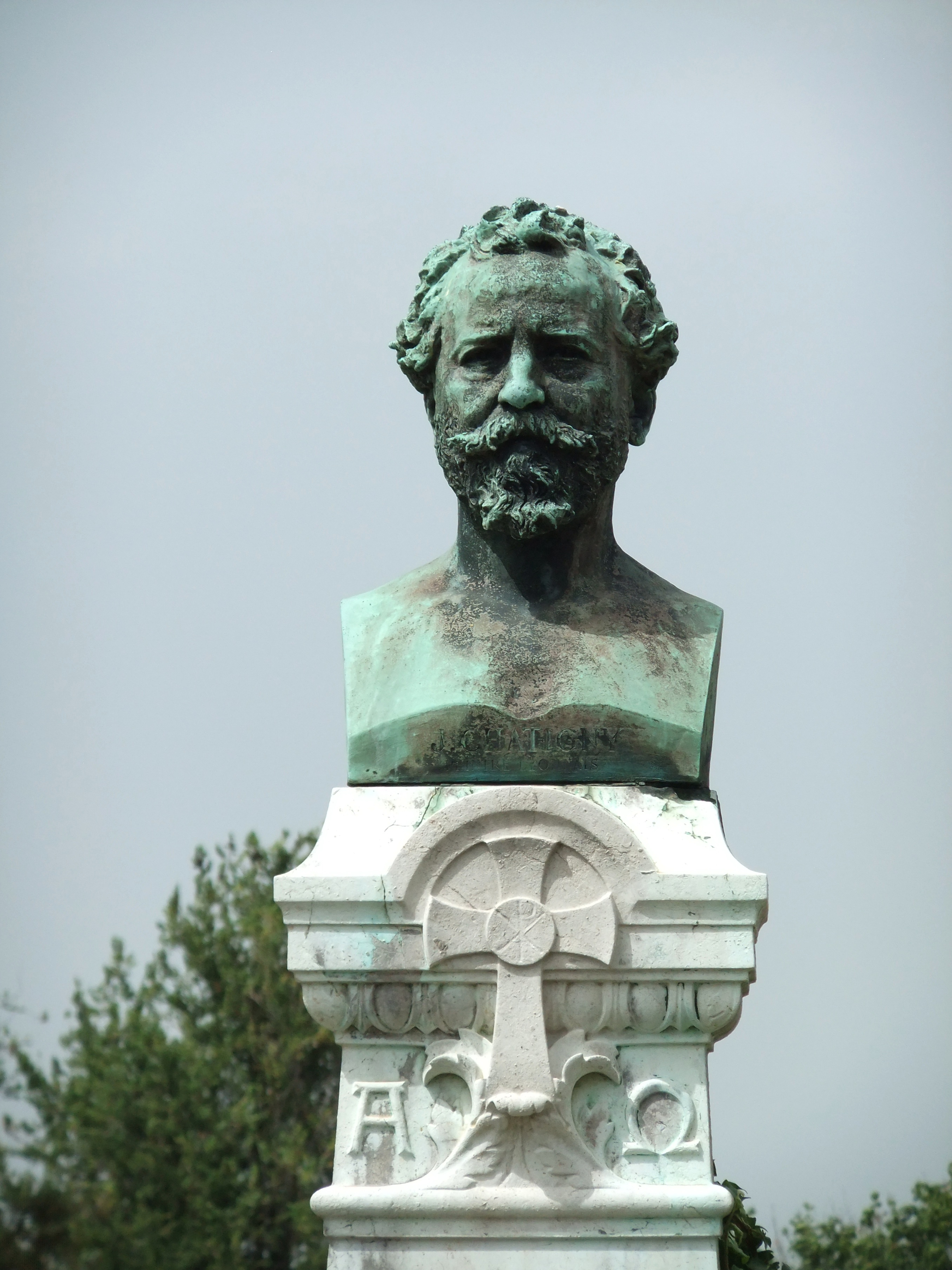
Buste de Jean-Baptiste Chatigny, cimetière de Loyasse.
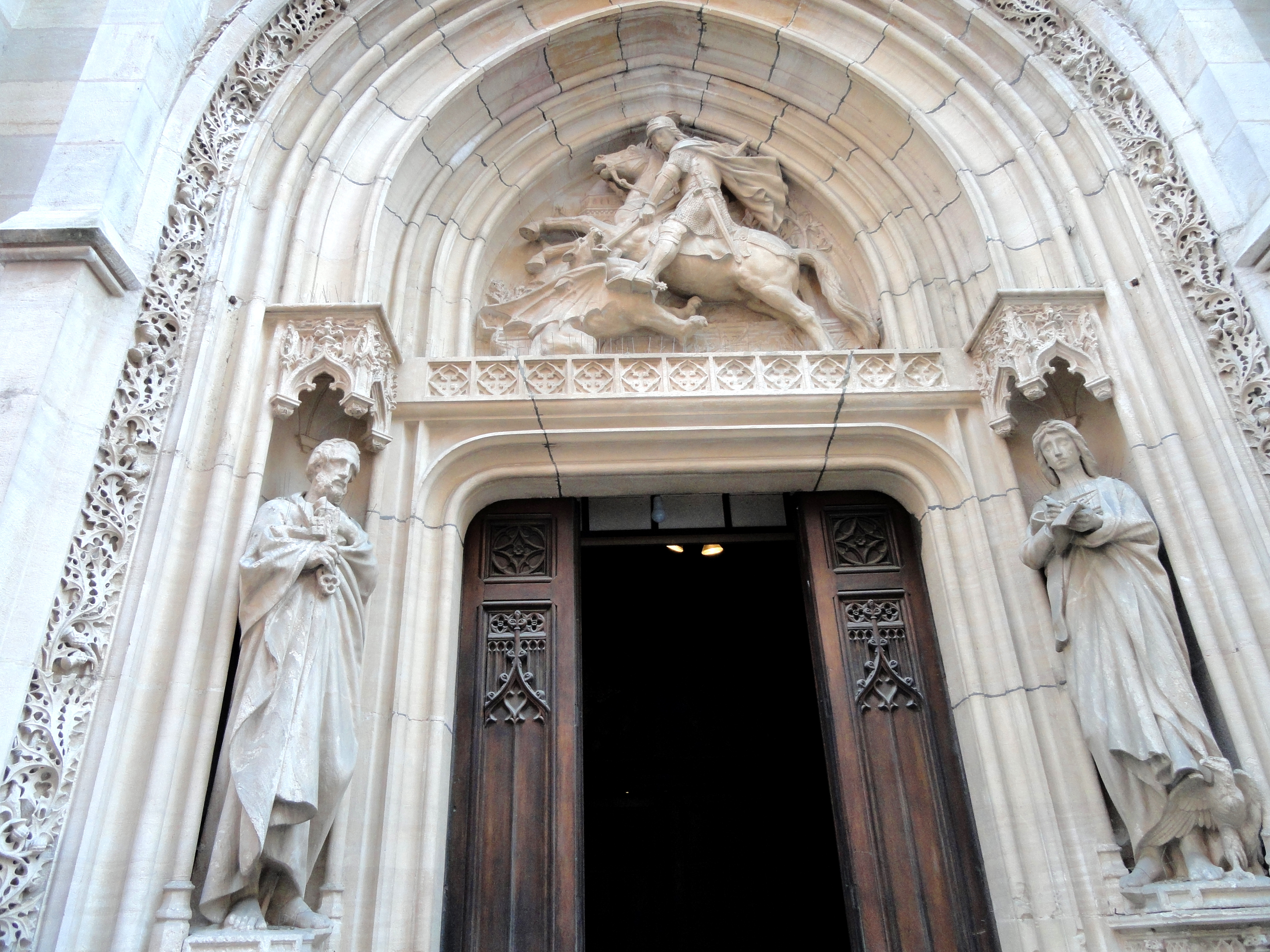
Saint-Georges terrassant le dragon, fronton de l'église Saint-Georges.
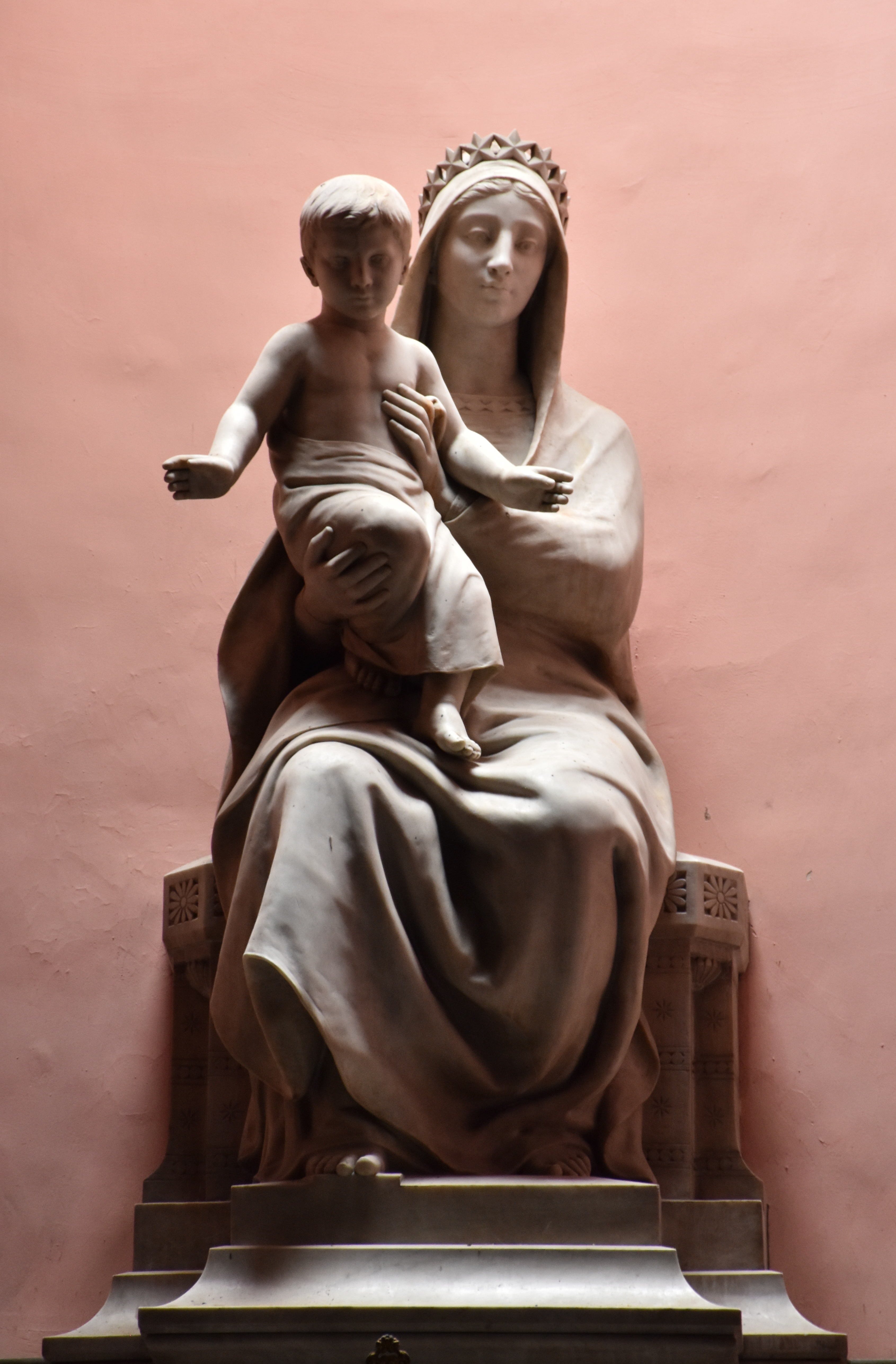
Vierge à l’Enfant, Église Notre-Dame de Saint-Étienne

## Iconographie
- Portrait dessiné par Tony Tollet, publié dans L'Œuvre de Charles Dufraine, statuaire lyonnais : reproduit et décrit par M. Lucien Bégule, précédé d'une notice biographique par M. Auguste Bleton, Lyon, Imprimerie Emmanuel Vitte, 1902 [lire en ligne].